# NN-290
La carretera NN‑290 es una vía departamental secundaria ubicada en el municipio de Prinzapolka, Región Autónoma de la Costa Caribe Norte. Conecta la zona urbana de Prinzapolka (empalmando con la NN-289) hasta la comunidad de Las Tablas, cercana al límite con la Región Autónoma de la Costa Caribe Sur. Tiene una longitud de 25.4 kilómetros y fue inaugurada en 2024, mejorando la conexión terrestre entre las regiones autónomas del Caribe nicaragüense.

## Trazado y cruces
La siguiente tabla muestra su recorrido, localidades y principales conexiones:
| km   | Localidad                    | Departamento | Conexión / Ruta |
| ---- | ---------------------------- | ------------ | --------------- |
| 0.0  | Prinzapolka (Empalme NN‑289) | RACCN        | NN 289          |
| 10.7 | Comunidad rural intermedia   | RACCN        |                 |
| 25.4 | Las Tablas                   | RACCN        |                 |

## Coordenadas
Un tramo de la NN‑291 puede encontrarse cerca de Las Tablas en las coordenadas: 13°24′18″N 84°58′48″O / 13.4050, -84.9800